# Стрибки з трампліна на зимових Олімпійських іграх 1984
Змагання зі стрибків з трампліна на зимових Олімпійських іграх 1984 тривали з 12 до 18 лютого на Олімпійських трамплінах на горі Іґман в місті Ілиджа (СФРЮ). Розіграно два комплекти нагород.

## Чемпіони та призери

### Таблиця медалей
| Місце              | Країна               | Золото | Срібло | Бронза | Загалом |
| ------------------ | -------------------- | ------ | ------ | ------ | ------- |
| 1                  | Фінляндія (FIN)      | 1      | 1      | 1      | 3       |
| 2                  | НДР (GDR)            | 1      | 1      | 0      | 2       |
| 3                  | Чехословаччина (TCH) | 0      | 0      | 1      | 1       |
| Загалом (3 збірні) | Загалом (3 збірні)   | 2      | 2      | 2      | 6       |

### Види програми
| Дисципліна                                 | Золото                    | Золото | Срібло                    | Срібло | Бронза                      | Бронза |
| ------------------------------------------ | ------------------------- | ------ | ------------------------- | ------ | --------------------------- | ------ |
| Особиста першість на нормальному трампліні | Єнс Вайсфлоґ · НДР        | 215.2  | Матті Нюкянен · Фінляндія | 214.0  | Ярі Пуйкконен · Фінляндія   | 212.8  |
| Особиста першість на великому трампліні    | Матті Нюкянен · Фінляндія | 231.2  | Єнс Вайсфлоґ · НДР        | 213.7  | Павел Плоц · Чехословаччина | 202.9  |

## Країни-учасниці
У змаганнях зі стрибків з трампліна на Олімпійських іграх у Сараєво взяли участь спортсмени 17-ти країн.
- Австрія (5)
- Болгарія (3)
- Канада (4)
- Іспанія (1)
- Фінляндія (4)
- Франція (1)
- Західна Німеччина (4)
- НДР (5)
- Італія (3)
- Японія (4)
- Норвегія (6)
- Польща (2)
- Швейцарія (3)
- Чехословаччина (5)
- СРСР (3)
- США (5)
- Югославія (5)